# André Coumans
André Coumans (n. 10 aprilie 1893, Liège, Valonia, Belgia – d. 8 martie 1958) a fost un călăreț ce a reprezentat Belgia, medaliat olimpic. A participat la o ediție a Jocurilor Olimpice (1920) în care a câștigat o medalie de argint.

## Participări
Lista de mai jos prezintă principalele competiții la care a participat André Coumans de-a lungul carierei.
- Équitation aux Jeux olympiques d'été de 1920 – saut d’obstacles par équipe[*]